# Alfredo Morles Hernández
Alfredo Enrique Morles Hernández (Valera, Estado Trujillo, 24 de abril de 1927 - Caracas, 26 de mayo de 2021) fue un destacado jurista venezolano especialista en Derecho Mercantil, Mercado de Capitales y Derecho Bancario. Autor de importantes textos de derecho mercantil de uso corriente en las universidades venezolanas.

## Biografía
Nació en Valera, Estado Trujillo el 24 de abril de 1927. Hizo sus estudios de primaria en Escuque en la Escuela Federal Eduardo Blanco y en Mérida con los jesuitas en el Colegio San José. Cursó la secundaria con los salesianos en Valera en el Colegio Santo Tomás de Aquino, en San Felipe en el Liceo Lisandro Alvarado y en Caracas en el Liceo Andrés Bello. Obtuvo el título de Doctor en Ciencias Políticas y Sociales en la Universidad Central de Venezuela en 1951 (Promoción Carlos Morales). Obtuvo una Maestría en Derecho Comparado en la Universidad Southern Methodist University, en Dallas, Texas; en 1959. En 1959 y 1960 hizo cursos de Economía en el Institut des Sciences Politiques de la Universidad de París.
Abogado en ejercicio, Miembro del Colegio de Abogados de Caracas, ex Conjuez (2000) de la Sala Político-Administrativa del Tribunal Supremo de Justicia (Venezuela).
Ha ejercido desde 1972 como Catedrático de Derecho Mercantil en la Universidad Católica Andrés Bello; lugar donde fue Decano de la Facultad de Derecho de 1975 a 1980 y fundó el Centro de Investigaciones Jurídicas en 1976. Como culminación de su carrera académica escribió el Curso de Derecho Mercantil, en cuatro tomos. También ha sido Profesor de postgrado en la Universidad Central de Venezuela, donde fue profesor-fundador de la cátedra «Régimen Legal del Mercado de Capitales». En 1971 fue profesor invitado de la Universidad de Miami, Florida.
En 1989 Alfredo Morles Hernández fue elegido Individuo de Número de la Academia de Ciencias Políticas y Sociales donde ocupa el Sillón #33 y la Presidencia para el periodo 2005 - 2007.
Ha sido miembro y Presidente de la Comisión de Reforma del Código de Comercio. Coautor del Anteproyecto de Ley General de Títulos Valores presentado al Congreso de la República por el ministro de Justicia en representación del Ejecutivo Nacional (1984). Coautor del Anteproyecto de Ley General de Sociedades Mercantiles presentado al Ministro de Justicia (1988) y Coautor del Anteproyecto de Decreto Ley de Registro Público y del Notariado de 13 de noviembre de 2001.
Fue Ministro Consejero de la Embajada de Venezuela en Gran Bretaña e Irlanda del Norte (1972) y miembro de la Delegación de Venezuela ante la III Conferencia de las Naciones Unidas para el Derecho del Mar (1974).
Fue Presidente de la Bolsa de Valores de Caracas desde 1980 hasta 1987, y Consejero Permanente desde 1987 hasta su fallecimiento en 2021.

## Distinciones
- Orden Luis Sanojo, Primera Clase, Facultad de Ciencias Jurídicas y Políticas de la Universidad Central de Venezuela (1999).

- Orden Andrés Bello, clase Corbata (1978).

- Medalla del Colegio de Abogados del Distrito Federal (1977).

- Jornadas de Derecho Mercantil. Homenaje al Dr. Alfredo Morles Hernández organizado por el Escritorio Salaverría, Ramos, Romero y Asociados, Abogados, Puerto La Cruz, Estado Anzoátegui, Venezuela, con la cooperación de la Universidad Monteávila (Caracas) y de la Academia de Ciencias Políticas y Sociales. Celebradas en Puerto La Cruz los días 11 y 12 de mayo de 2007.

- III Jornadas «Dr. Cristóbal Mendoza». Evento organizado por el Centro de Estudios Jurídicos de la Facultad de Ciencias Jurídicas, Políticas y Sociales de la Universidad Valle del Momboy, Valera, Estado Trujillo, Venezuela, en homenaje al Dr. Alfredo Morles Hernández. Junio de 2005.[4]

- XI Jornadas Centenarias del Colegio de Abogados de Carabobo. Evento en homenaje al Dr. Alfredo Morles Hernández, celebrado en la ciudad de Valencia los días 14 al 16 de octubre de 2004.[5]
- Profesor emérito de la Universidad Católica Andrés Bello (2012).

- Doctor honoris causa en Derecho conferido por la Universidad Católica Andrés Bello (abril, 2017)

## Obra

### Libros
- Derecho de Seguros. Universidad Católica Andrés Bello, Caracas 2013, isbn 978-980-244-734-3
- La Banca en el Marco de la Transición de los Sistemas Económicos en Venezuela. Universidad Católica Andrés Bello, Caracas 2011, isbn 978-980-244-689-6
- Garantías Mercantiles. Universidad Católica Andrés Bello, Caracas (primera edición 2007, segunda edición 2010) http://books.google.es/books?id=NvGMUtxLz3QC |

- Breves Estudios de Derecho Mercantil (2008). Sociedades, Contratos, Títulos Valores, Derecho Concursal, Derecho Marítimo. Academia de Ciencias Políticas y Sociales. Serie de Estudios N79. Caracas.

- Cuestiones de Derecho Societario (2006). Academia de Ciencias Políticas y Sociales. Caracas.

- Curso de Derecho Mercantil. Universidad Católica Andrés Bello. Caracas.
  - Tomo I: Introducción. La empresa. El empresario (8a.edición, 2006).
  - Tomo II: Las sociedades mercantiles (8a.edición, 2006).
  - Tomo III: Los títulos valores (6a.edición, 2007).
  - Tomo IV: Los contratos mercantiles. Derecho concursal (3a.edición, 2006).

- Derecho de Grupos de Sociedades (2005). Academia de Ciencias Políticas y Sociales. Caracas. Con Irene de Valera

- Centenario del Código de Comercio venezolano de (1904 -2004). Libro homenaje de la Academia de Ciencias Políticas y Sociales. Caracas. Con Irene de Valera

- Compendio de Derecho Mercantil I (2004). Academia de Ciencias Políticas y Sociales, Universidad Central de Venezuela, Universidad Católica Andrés Bello. Caracas.

- Oferta Pública de Adquisición (2001). Universidad Católica Andrés Bello. Caracas.

- Mercados de Instrumentos Financieros e Intermediación (2000). Universidad Católica Andrés Bello. Caracas.

- Régimen Legal del Mercado de Capitales (1999, 2ª. edición, varias reimpresiones). Universidad Católica Andrés Bello. Caracas.

- El Takeover del Banco de Venezuela (1996). Tomo III de El Caso Banco de Venezuela. Editorial Jurídica Venezolana.

- El Caso del Banco de Venezuela (1996). Tomo IV: La Adquisición de Acciones Propias y Supuestos Similares. Autor y compilador. Editorial Jurídica Venezolana.

- El Régimen Legal de Las Crisis Bancarias (1994). Academia de Ciencias Políticas y Sociales. Caracas.

- La Bolsa, los corredores y los contratos bursátiles (1988). Universidad Católica Andrés Bello. Caracas.

### Otras publicaciones
- El retiro de Venezuela de la Comunidad Andina de Naciones y sus efectos en la legislación mercantil. Revista de la Facultad de Ciencias Jurídicas y Políticas de la UCV, N.º 127, Caracas 2007.

- La crisis de la empresa mercantil (2004) en el Libro Homenaje al Código de Comercio de 1904. Academia de Ciencias Políticas y Sociales. Caracas.

- La pérdida total del capital social (2004) en el Libro Homenaje a la Universidad Católica Andrés Bello. Universidad Católica Andrés Bello. Caracas.

- La disolución de las sociedades mercantiles (2004) en el Libro Homenaje al Prof. Gustavo Planchart Manrique. Universidad Católica Andrés Bello. Caracas.

- Los extremos de la polivalencia funcional de la sociedad anónima en el derecho venezolano: de la sociedad cotizada a la sociedad de capital insuficiente (1999) Libro Homenaje al Profesor Fernando Sánchez Calero, Tomo III, Universidad Complutense de Madrid, España.

- Las garantías a primer requerimiento (garantías a primera demanda) En el libro Las garantías a primer requerimiento (garantías a primera demanda)./ coord. por Francisco Javier Sánchez Calero, Manuel Francisco Clavero Arévalo, Eduardo García de Enterría Carande, Luis María Díez-Picazo Ponce de León, José Luis Segimón Escobedo, 1996, ISBN 84-470-0814-2, pags. 165-182.

- La transmisión de la propiedad y de los riesgos en los contratos bursátiles (1995) publicado en «Liber Amicorum», Homenaje a José Muci Abraham; Editorial Jurídica Venezolana. Estudio previamente presentado en 1991 en Jornadas en Homenaje a José Muci Abraham; Instituto de Estudios Jurídicos «Ángel Francisco Brice» del Colegio de Abogados del Estado Zulia.